# Grand Staircase

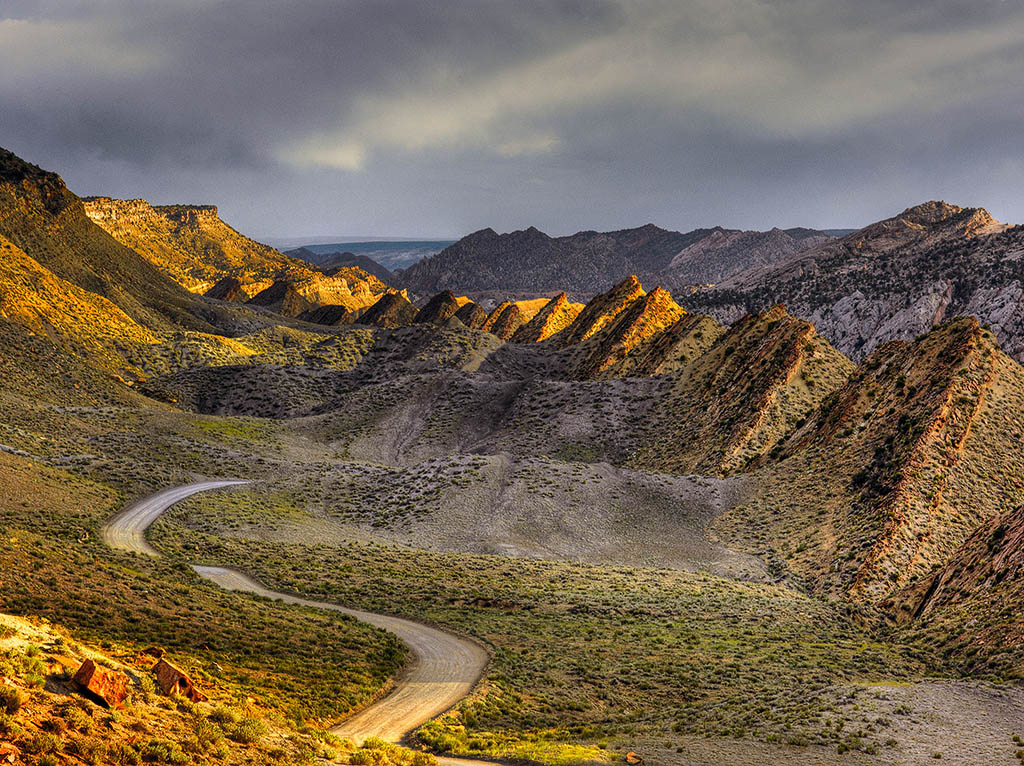
Der Cockscomb (Hahnenkamm) verläuft entlang der Cottonwood Canyon Road

Die Grand Staircase (Große Treppe) ist eine Schichtstufenlandschaft, die sich in den Sedimentgesteinen des Colorado-Plateaus im Westen der Vereinigten Staaten herausgebildet hat. Sie erstreckt sich in den Bundesstaaten Utah und Arizona vom Bryce Canyon National Park nach Süden über den Zion National Park bis zum Grand Canyon.

## Lage und Name
Das als Grand Staircase bezeichnete Gebiet liegt zu etwa gleichen Teilen in Utah im Norden und Arizona im Süden. Die Südgrenze wird vom Grand Canyon gebildet, die Nordgrenze vom Paunsaugunt-Plateau im südlichen Utah. Die Ostgrenze bildet der gezackte Höhenzug des Cockscomb (Hahnenkamm), der im Bereich der East Kaibab Monocline liegt, einer großen Schichtverbiegung, an der die weiter westlich im Untergrund liegenden Gesteinsschichten in die Luft ausstreichen. Die westliche Begrenzung sind die Hurricane Cliffs über dem System des Kolob Canyons.

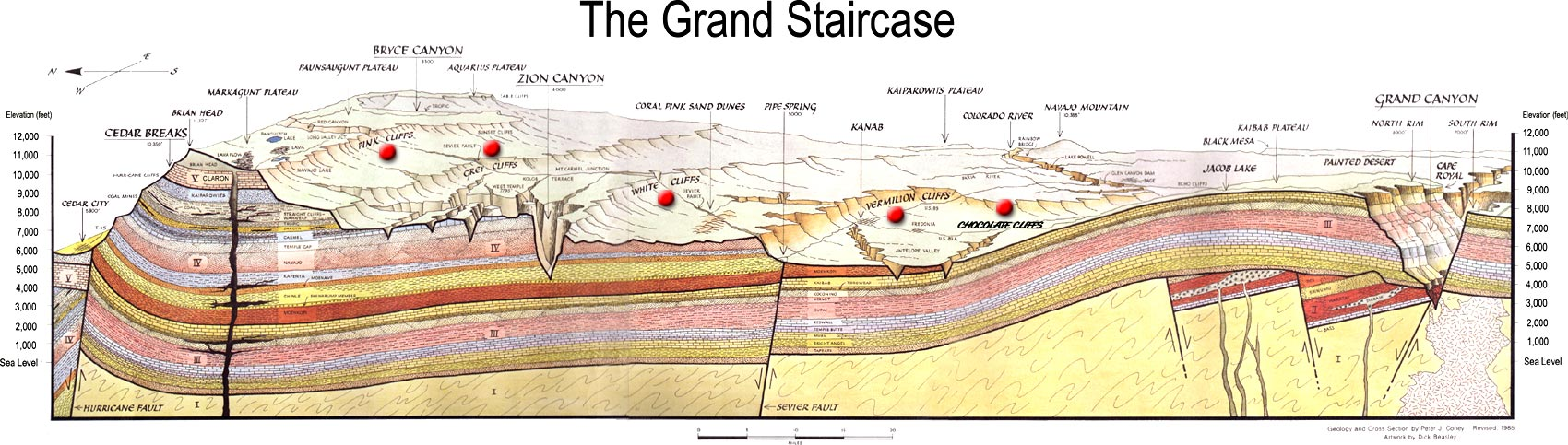
Geologisches Profil der Grand Staircase. Rote Punkte von links nach rechts: Pink Cliffs, Grey Cliffs, White Cliffs, Vermilion Cliffs, Chocolate Cliffs

Der Urheber der Bezeichnung ist unklar, sie geht möglicherweise auf den Geologen Clarence Dutton zurück, der sich 1870 den durch eine Folge von Steilwänden und ebenem Gelände gegliederten Aufstieg nach Norden aus dem Grand Canyon als eine Treppe vorstellte. Dutton unterteilte die an einen Schichtkuchen erinnernde Abfolge von oben nach unten in fünf Abschnitte:
- Pink Cliffs
- Grey Cliffs
- White Cliffs
- Vermilion Cliffs
- Chocolate Cliffs

Seitdem sind die Stufen geologisch noch feiner unterteilt worden.

## Geologie
Die Geologie des Grand Canyon und seiner Umgebung wird von fünf Haupteinheiten bestimmt, deren Alter zwischen 2000 Millionen und 600 Millionen Jahren liegt und die in fast vierzig Untereinheiten untergliedert werden. Zwischen den Gesteinseinheiten im Grand Canyon, im Bryce Canyon und im Zion Canyon gibt es zahlreiche Verknüpfungen.
Die älteste aufgeschlossene Formation im Zion-Nationalpark ist die jüngste im Grand Canyon – der 240 Millionen Jahre alte Kaibab Limestone. Die Umgebung des Bryce Canyon im Nordosten fängt dort an, wo die Gesteine des Zion-Gebiets aufhören, und ist aus Gesteinen des Känozoikums aufgebaut, die etwa 100 Millionen Jahre jünger sind. Tatsächlich ist die jüngste Formation des Zion-Gebiets, der Dakota Sandstone, die älteste des Bryce Canyons. Trotzdem teilen die drei Gebiete eine gemeinsame Schichtenfolge, die Grand Staircase.
Diese Schichtenfolge begann sich Anfang des Tertiärs vor etwa 65 Millionen Jahren zu heben. Sie wurde insgesamt 1500 bis 3000 m angehoben, dabei teilweise schräggestellt und verbogen. Diese Bewegungen gehen auf die laramische Gebirgsbildung zurück. In der Folge schnitten sich der Colorado und seine Nebenflüsse in das Gestein. Die großen Plateaus formten sich jedoch erst vor etwa fünf bis sechs Millionen Jahren, als der Golf von Kalifornien sich öffnete und die Abflussbasis des Colorado tiefer legte.
Die Abfolge von Steilstufen und Flachstücken geht auf die Wechsellagerung unterschiedlich widerstandsfähiger Gesteine zurück. Harte Gesteine wie Sand- und Kalkstein werden nur langsam abgetragen, während weiche Mergel und Tonsteine wenig Widerstand bieten. Aus diesem Grund bilden sich die Plateaus durch das Wegräumen der weicheren Deckschichten über den Oberflächen der harten Gesteine. Die Steilwände ergeben sich aus einer Kombination von Faktoren: Die unter den Hartgesteinen liegenden weichen Gesteine werden in geologisch kurzen Zeiträumen fortwährend erodiert, sodass die überlagernden Schichten immer wieder nachstürzen und frische Abbrüche bilden. Gleichzeitig sorgt die Stabilität des Gesteins für die Ausbildung steiler Wände.

## Paläontologie
In den 1880er-Jahren wurden nördlich der Grand Staircase im südlichen Utah viele große Dinosaurierskelette ausgegraben. Nach diesen Entdeckungen wurden nur noch wenige weitere Untersuchungen durchgeführt. Gegen Ende des 20. und zu Beginn des 21. Jahrhunderts erwachte das Interesse an der Erforschung des über weite Strecken immer noch unerforschten Fossilinhaltes der Schichten der Grand Staircase jedoch wieder.

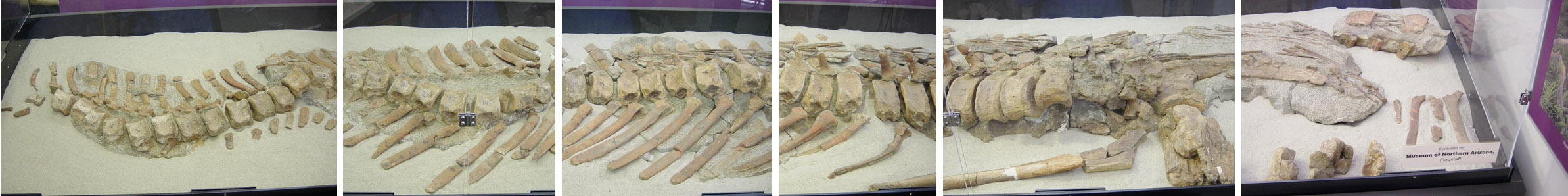
Versteinertes Skelett eines jungen Hadrosaurus
Ausstellung im Grand Staircase-Escalante National Monument

Das Südliche Utah hat also nicht aufgehört, aufgrund des Zusammenwirkens seiner klimatischen Gegebenheiten und seiner Gesteine ein lohnendes Ziel für Forscher zu sein, da immer wieder Fossilien freiwittern und an der Oberfläche gesammelt werden können. Im Süden, in Arizona, ist das Klima so trocken, dass die Abtragung nur langsam vonstattengeht. Im Norden gestattet das Klima das Wachstum von Bäumen und Wäldern, sodass nicht nur die Abtragung verringert wird, sondern auch das Wurzelwachstum und die Tätigkeit von bodenlebenden Bakterien zur Zerstörung der Fossilien führt.
Im südlichen Utah ist das Klima dagegen zu trocken für die Bildung einer Vegetationsdecke, und das episodische Auftreten von Stürmen und Wolkenbrüchen führt zu rascher Abtragung, die immer wieder neue Fossilien freilegt.

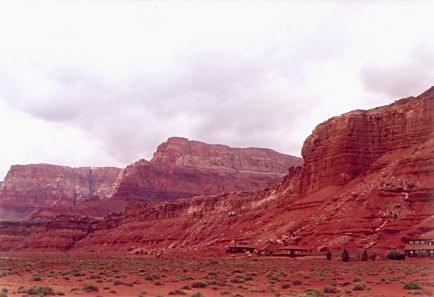
Vermilion Cliffs
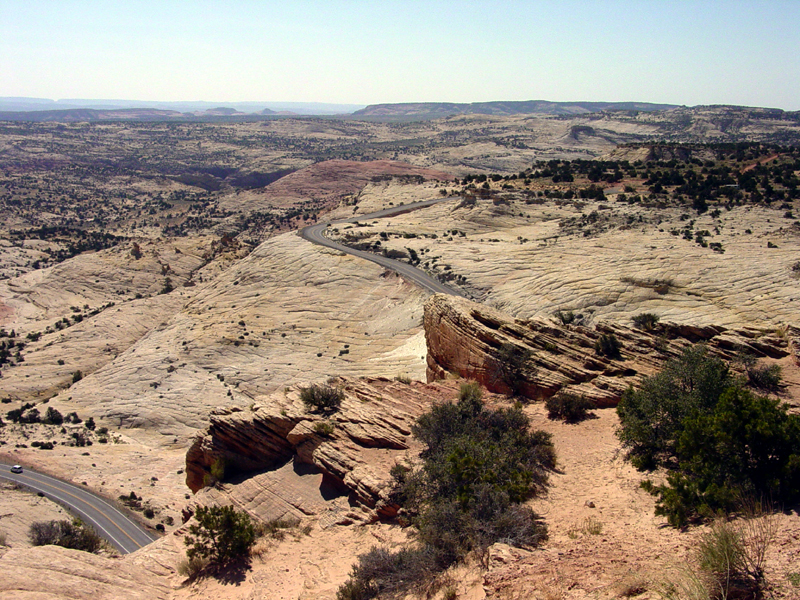
White Cliffs